# Milichiella lucidula
Milichiella lucidula är en tvåvingeart som beskrevs av Becker 1907. Milichiella lucidula ingår i släktet Milichiella och familjen sprickflugor.